# Séranvillers-Forenville
Séranvillers-Forenville är en kommun i departementet Nord i regionen Hauts-de-France i norra Frankrike. Kommunen ligger i kantonen Cambrai-Est som tillhör arrondissementet Cambrai. År 2022 hade Séranvillers-Forenville 417 invånare.

## Befolkningsutveckling
Antalet invånare i kommunen Séranvillers-Forenville
| Referens: INSEE |